# Kungsparken, Malmö
För andra betydelser, se Kungsparken.

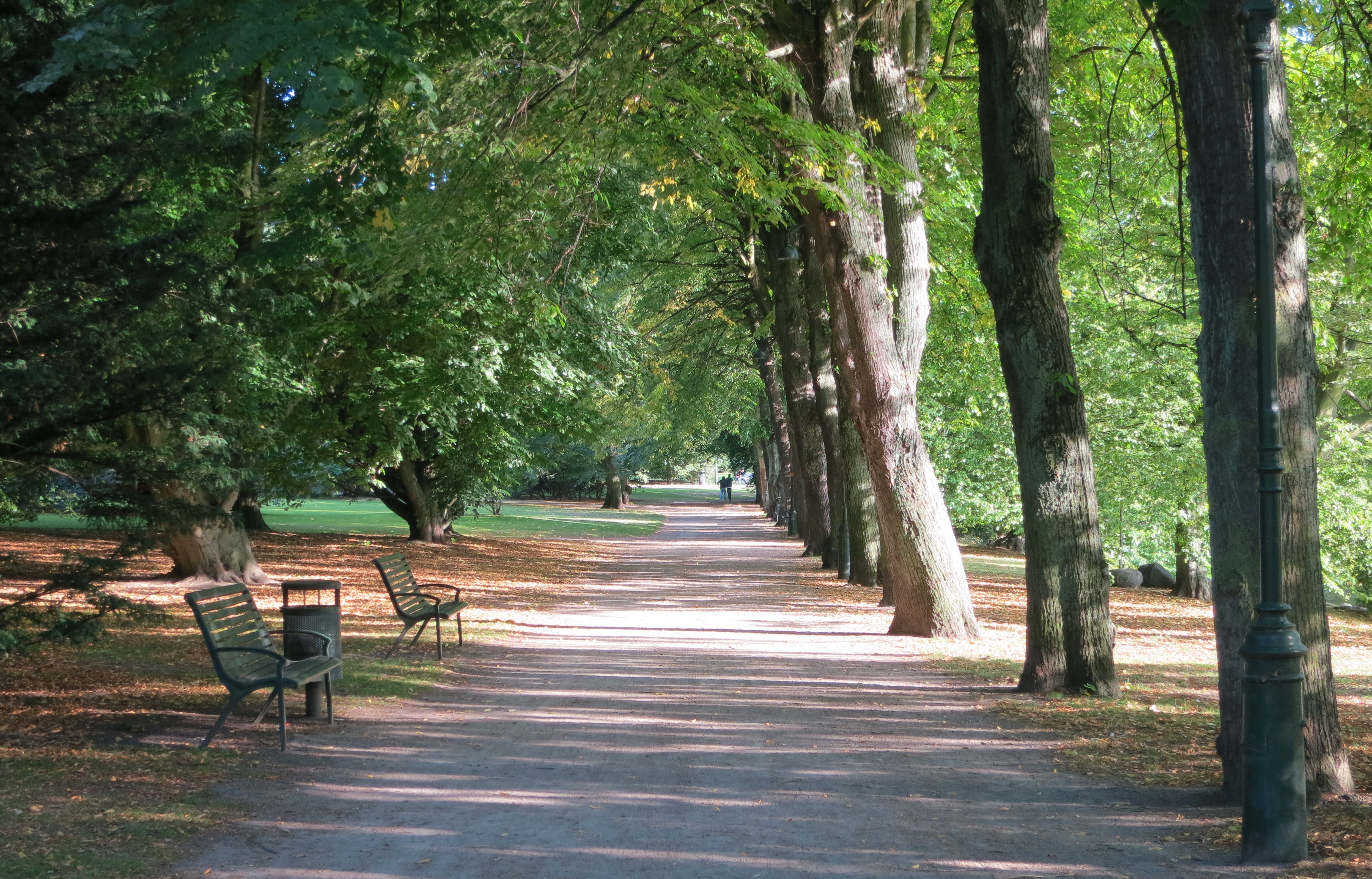
Gången längs kanalen.

Kungsparken är en stadspark i centrala Malmö, och är stadens äldsta park.
Den skiljer från Slottsparken via en kanal, med vilken den bildar ett sammanhängande parkområde.

## Historia
Kungsparkens mark var bebyggd fram till 1660-talet, men detta revs för att skapa fritt skottfält från fästningen. När Kungsparken anlades 1869–1870, var det så på mark som ingått i befästningsverken kring Malmöhus slott. Den danske landskapsarkitekten Ove Høegh Hansen anlitades och tog fram ett förslag till en romantisk park; han inspirerades av den engelska parkstilen, vilken utvecklades under 1700-talet som en reaktion mot den franska barockträdgården.
År 1872 öppnades parken, som från början kallades Slottsparken. Namnet Kungsparken kommer av att kung Oscar II invigde en restaurang där 1881, i samband med ett stort lantbruksmöte i Malmö. Parken döptes då till Kung Oscars park, vilket senare förkortades till Kungsparken.

## Parken

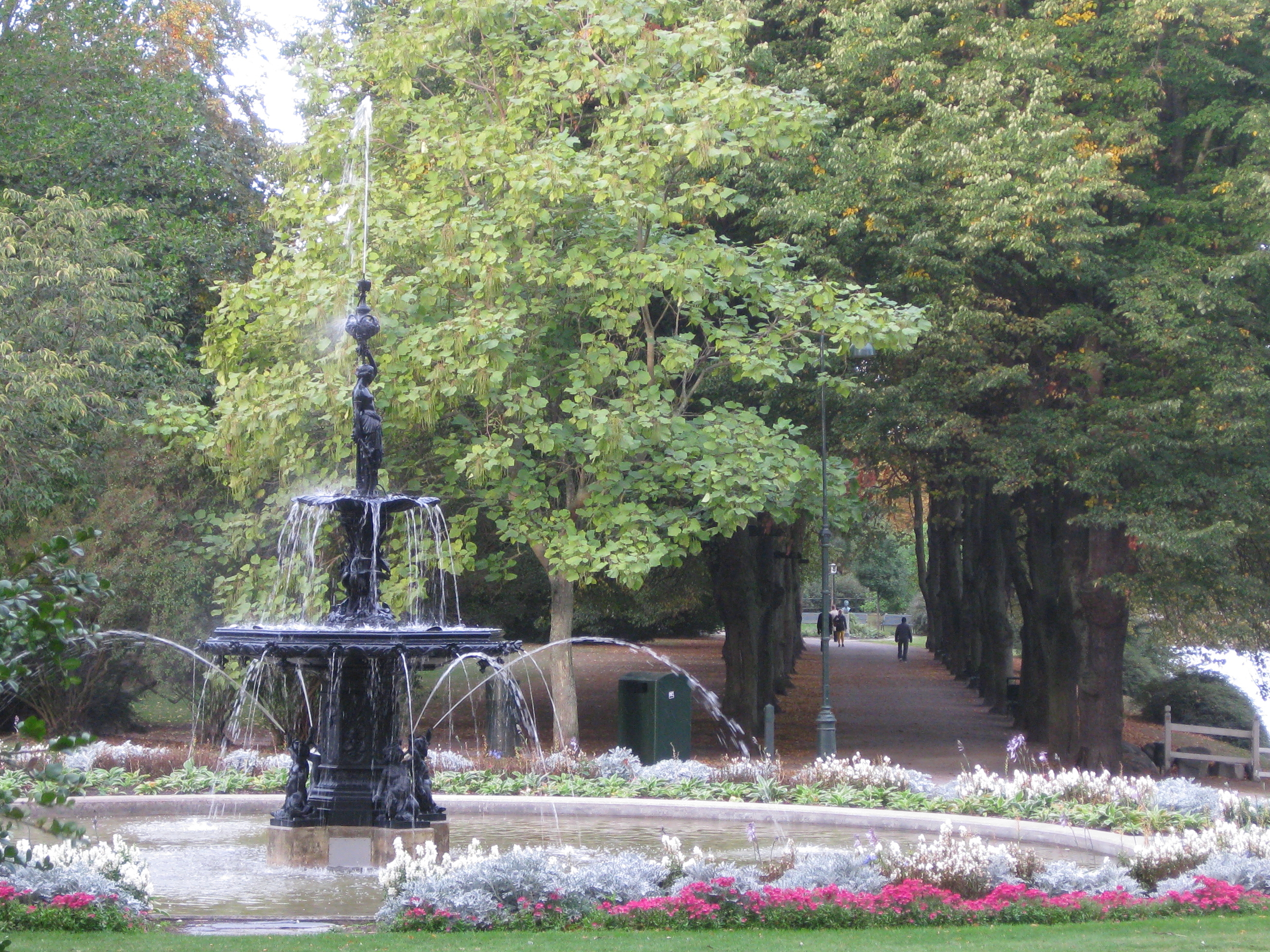
Fontänen och allén.

Kungsparken har en yta på 8,4 hektar.
Gjutjärnsfontänen, som uppfördes mitt i parken 1882, är parkens hjärta. I parken finns även en byst av Gustaf Rydberg (1835–1933), som var en kunglig målare.
Strax intill fontänen ligger Grottan, som är en populär sevärdhet. Utsmyckningen i grottan har varierat. Den har till exempel prytts med väggmålningar och en dricksvattenfontän. År 1987 gjordes en upprustning av grottan. Den kröntes av ormhuvudet Ormet, som via munnen sprutar ut en smal vattenstråle. Vattnet samlas i ett granitfat strax ovanför marken. Det konstnärliga temat är berättelsen från Snorres Edda om Lokes straff för mordet på Balder. Konstnär var landskapsarkitekten Monika Gora, som för upprustningen av Grottan fick Stenpriset 1988.
Parken har 120 sorters träd från tre kontinenter. I samband med att byggutställningen Bo 86 som arrangerades i Malmö gjordes en omfattande återplantering av träd. Under utställningen presenterades även ett antal idéträdgårdar med olika teman i Kungsparken.
En större förnyelse av buskbeståndet gjordes 1988 i västra delen av parken. Vid kanalen, strax intill gjutjärnsfontänen, anlades ett relativt stort bestånd av kalkskyende växter, såsom azaleor och rhododendron.
Efter några år som kårhus åt högskolan öppnade Casino Cosmopol 2001, Sveriges andra kasino, i Kungsparkens restaurang. 2024 fattades det ett beslut om att Casino Cosmopol skulle avveckla sin verksamhet i huset.